# Kempelins krabspin
Kempelins krabspin (Xysticus kempeleni) is een spinnensoort uit de familie van de krabspinnen (Thomisidae).
De wetenschappelijke naam van de soort werd in 1872 gepubliceerd door Tord Tamerlan Teodor Thorell.

## Ondersoorten
- Xysticus kempeleni kempeleni
- Xysticus kempeleni nigriceps Simon, 1932[1]